# 田中多太麻呂
田中 多太麻呂（たなか の ただまろ）は、奈良時代の貴族。名は多太万呂とも記される。姓は朝臣。官位は正四位下・右大弁。

## 経歴
孝謙朝の天平宝字元年（757年）従五位下・中衛員外少将に叙任される。淳仁朝では天平宝字3年（759年）上総員外介、天平宝字5年（761年）東海道節度副使と地方官を兼ね、天平宝字4年（760年）従五位上に叙せられた。
天平宝字6年（762年）陸奥守兼鎮守副将軍に任ぜられて以降、東北地方の経営を担当する。また、天平宝字8年（764年）に発生した藤原仲麻呂の乱では直接戦闘に関与しなかったが、従四位下・鎮守将軍に昇進している。神護景雲元年（767年）伊治城築城の功労により二階昇進して正四位下に叙せられた。
神護景雲3年（769年）宮内大輔に任ぜられ帰京、翌神護景雲4年（770年）民部大輔に転じ、同年8月の称徳天皇の大葬では山陵司を務めた。
光仁朝に入ると、宝亀2年（771年）美濃守として地方官に転じる。宝亀8年（777年）右大弁（兼出雲守）に任ぜられ京官に復す。宝亀9年（778年）1月11日卒去。最終官位は右大弁正四位下。

## 官歴
『続日本紀』による。
- 時期不詳：正六位上
- 天平勝宝9歳（757年） 5月20日：従五位下。6月16日：中衛員外少将
- 天平宝字2年（758年） 8月25日：鎮国衛次将（官職の唐風改称）
- 天平宝字3年（759年） 7月3日：兼上総員外介
- 天平宝字4年（760年） 正月4日：従五位上
- 天平宝字5年（761年） 11月17日：東海道節度副使
- 天平宝字6年（762年） 4月1日：陸奥守。閏12月25日：兼鎮守副将軍
- 天平宝字8年（764年） 4月11日：陸奥守。日付不詳：正五位下。9月12日：従四位下。9月29日：兼鎮守将軍
- 神護景雲元年（767年） 10月15日：正四位下（越階）
- 神護景雲3年（769年） 8月19日：宮内大輔
- 神護景雲4年（770年） 6月16日：民部大輔。8月4日：山陵司（称徳天皇の大葬）
- 宝亀2年（771年） 5月14日：美濃守
- 宝亀3年（772年） 4月20日：美濃守
- 宝亀8年（777年） 10月13日：右大弁兼出雲守
- 宝亀9年（778年） 正月11日：卒去（右大弁正四位下）

## 関連事項
- 日本の古代東北経営